# Andropolia olga
Andropolia olga là một loài bướm đêm trong họ Noctuidae.